# لوندر بی، نیو ساوت ولز
لوندر بی (به انگلیسی: Lavender Bay) یک حومه شهر در استرالیا است که در نیو ساوت ولز واقع شده‌است.